# Іоанн IV (митрополит Київський)
Іоа́нн IV († 12 травня 1166) — Митрополит Київський та всієї Руси.
Іоанн IV за походженням був грек. 1164 року він був возведений на Київську Митрополію Константинопольським Патріархом Лукою (Хрисовергом), але князь Ростислав Мстиславович не визнав, відіслав його назад та хотів щоб патріарх затвердив на митрополичій кафедрі Клима Смолятича. Чимало зусиль і дарунків коштувало патріаршому послу вмовити князя Ростислава визнати цього Митрополита. Князь погодився лише за тієї умови, що в майбутньому з ним будуть узгоджувати призначення Митрополита на Русь.
Митрополит Іоанн був відомий своєю вченістю й мудрістю. Він листувався з Римським Папою Олександром III, намагаючись переконати останнього повернутися до древнього благочестя й возз'єднатися зі Східною Православною Церквою.
Помер Митрополит Іоанн 12 травня 1166 року.